# Partidul Democrat al Albaniei
- Pentru alte partide democratice de oriunde, vedeți Partidul Democrat (dezambiguizare) .

Partidul Democrat al Albaniei (Partia Demokratike e Shqipërisë în albaneză) este un partid de centru-dreapta din Albania. A avut un rol semnificativ în terminarea regimului comunist din Albania, și a fost la putere între 1992 și 1997, sub liderii Sali Berisha și Aleksander Meksi. Guvernul a demisionat în 1997 când Albania a trecut printr-o criză cauzată de colapsul piramidelor financiare. După alegerile parlamentare din iulie 2005, PDA-ul a intrat din nou în putere, obținând 55 din cele 140 de locuri din parlament, sau 73 cu partenerii săi de coaliție. Liderul actual al partidului, și prim-ministrul Albaniei, este Sali Berisha.

## Sediul
Sediul partidului este situat în centrul orașului Tirana, la 50m de Parlamentul albanez. Rilindja Demokratike împarte clădirea cu Partidul Democrat.

## Locuri în parlament
| An   | Locuri ocupate | Număr total de locuri |
| ---- | -------------- | --------------------- |
| 1991 | 75             | 250                   |
| 1992 | 92             | 140                   |
| 1996 | 122            | 140                   |
| 1997 | 29             | 155                   |
| 2001 | 32             | 140                   |
| 2005 | 56             | 140                   |
| 2009 | 67             | 140                   |